# Thrakoillyriska
Thrakoillyriska är en hypotes att thrakiskan, dakiskan och illyriskan utgör en distinkt gren av indoeuropeiskan. Thrakoillyriska används även för att antyda en thrakoillyrisk beblandning eller om något obestämt som berör antingen thrakiskan eller illyriskan. Denna hypotes hör till frågan om paleobalkanska språk. Hypotesen anses vara föråldrad enligt nuvarande historisk lingvistik.